# Mandschukuo
Mandschukuo, auch Mandschuko (mandschurisch ᠮᠠᠨᠵᡠ
ᡤᡠᡵᡠᠨ, Mandschu Gurun, chinesisch 滿洲國 / 满洲国, Pinyin Mǎnzhōuguó, W.-G. Man-chou-kuo; japanisch 満州国 Manshūkoku, deutsch „Staat Mandschu, Mandschureich“) oder Manshū teikoku (滿洲帝國 / 满洲帝国,  Mǎnzhōu Dìguó, jap. 満洲帝国 ‚Kaiserreich Mandschu‘) genannt, war ein von Japan errichtetes „Kaiserreich“ in der Mandschurei. Es bestand vom 1. März 1932 bis zum 18. August 1945, wurde aber international nur von 23 Staaten anerkannt. Zum Herrscher wurde Puyi eingesetzt, der als Kleinkind von 1908 bis 1912  der letzte Kaiser von China war; 1932 zunächst als Präsident und ab 1934 als Kaiser von Mandschukuo. Das Staatsgebiet von Mandschukuo ist heute Teil der Volksrepublik China. Historiker sehen Mandschukuo als Marionettenstaat.

## Entwicklung

### Vorgeschichte
Das Kaiserreich Japan hatte nach dem Ersten Japanisch-Chinesischen Krieg bereits Korea als Einflussbereich gewonnen und interessierte sich auch für die reichen Rohstoffvorkommen in der Mandschurei. Durch die bis 1900 erfolgte Besetzung dieses Gebietes durch Russland sah sich Japan jedoch in seinen Plänen gestört. Nachdem der japanische Botschafter 1903 vergeblich einen Rückzug der russischen Truppen aus der Mandschurei und die Anerkennung der japanischen Interessen in Korea gefordert hatte, mündeten die stetig gewachsenen Spannungen 1904 schließlich in den Russisch-Japanischen Krieg. Japan konnte ihn für sich entscheiden und Russland musste die Mandschurei räumen, die offiziell wieder an China zurückgegeben wurde.
Japan sicherte sich jedoch großen Einfluss und baute die Südmandschurische Eisenbahn, um Rohstoffe aus der Mandschurei nach Korea bringen und von dort nach Japan verschiffen zu können. Die Eisenbahn wurde von der japanischen Kwantung-Armee beschützt. Nach der Weltwirtschaftskrise sahen viele japanische Militärs eine Lösung der Probleme durch eine weitere Expansion in Richtung Mandschurei.
Die Mandschurei besaß zwischen 1916 und 1928 unter dem Kriegsfürsten Zhang Zuolin die De-facto-Unabhängigkeit gegenüber China. Zhang wurde jedoch bei einem Bombenanschlag durch den Befehlshaber der Kwantung-Armee Oberst Kōmoto Daisaku getötet und die Mandschurei konnte von der Kuomintang unter Chiang Kai-shek zurückerobert werden, der in der Nordexpedition bereits seit 1926 einen Krieg gegen Zhang führte.

### Okkupation und Gründung

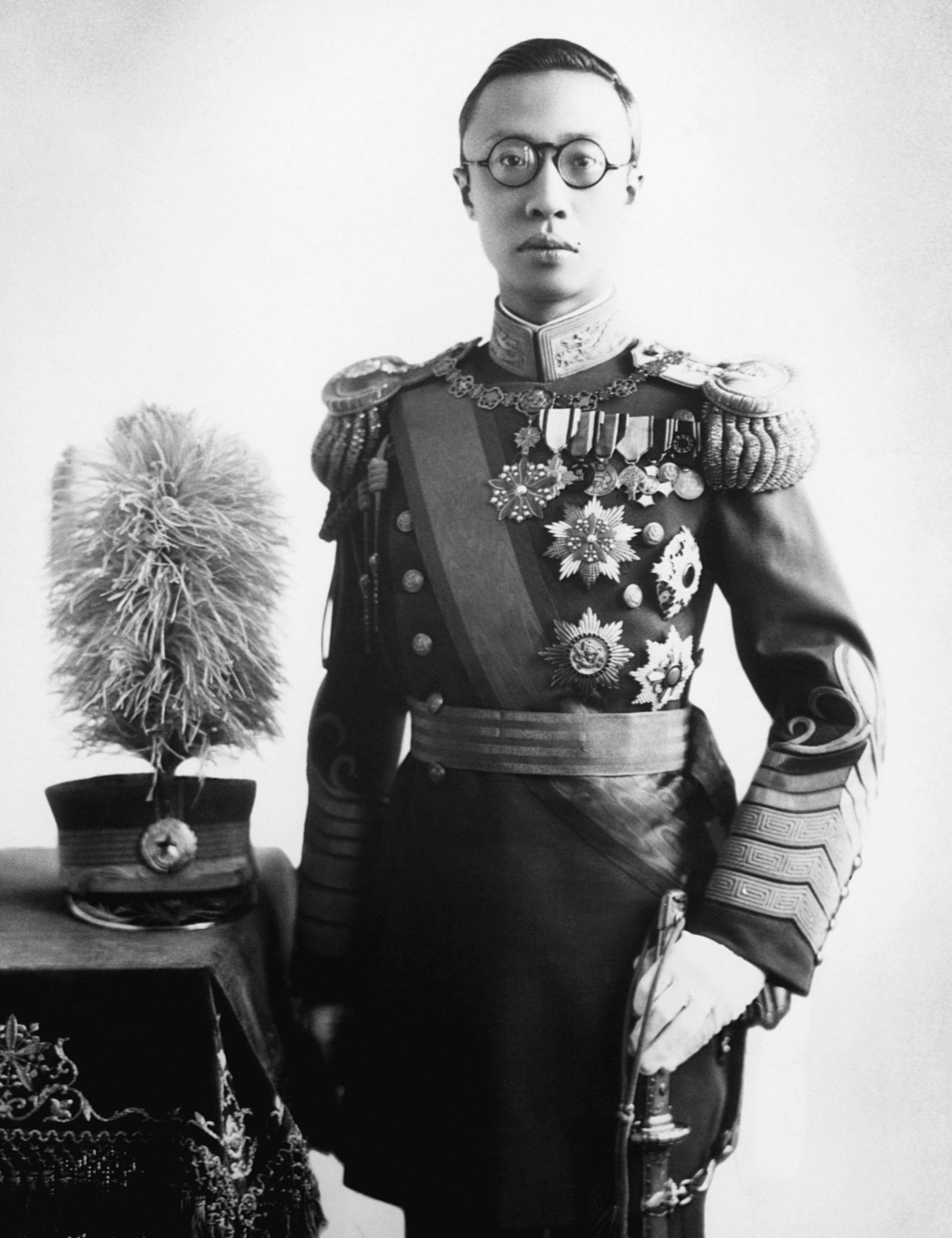
Puyi als Kaiser von Mandschukuo (1934–1945)

Nach dem von Japan inszenierten Mukden-Zwischenfall vom 18. September 1931 kam es zur Mandschurei-Krise und die Kwantung-Armee besetzte ohne größere Rücksprache mit der japanischen Regierung die Mandschurei. Unter japanischer Einwirkung erklärten lokale Notabeln am 18. Februar 1932 die staatliche Unabhängigkeit. Diese Okkupation wurde von den USA durch die Hoover-Stimson-Doktrin verurteilt und der Völkerbund protestierte. 1933 wurde die chinesische Provinz Jehol, die nicht Teil der eigentlichen Mandschurei ist, an den neuen Staat angegliedert.
Japan versuchte, das Gebiet kulturell an sich zu binden und wirtschaftlich auszubeuten. So wurde die japanische Sprache offizielle Sprache und Shintō die offizielle Staatsreligion. Mit dem Eintrachtverband sollte eine künftige staatstragende Partei aufgebaut werden. Wirtschaft und Infrastruktur wurden massiv ausgebaut.
In Mandschukuo war auch die Einheit 731 der japanischen Armee stationiert, die an biologischen und chemischen Waffen forschte und Menschenversuche unternahm.
Zwischen 1932 und 1939 kam es zu verschiedenen Grenzkonflikten zwischen der Sowjetunion und Japan, als Japan die Grenze der Mandschurei weiter auf sowjetisches bzw. auf das unter sowjetischem Einfluss stehende Staatsgebiet der Mongolei auszudehnen versuchte. 1939 ereignete sich an der Grenze zwischen Mandschukuo und der Mongolei der Nomonhan-Zwischenfall, der sich aus mehreren Grenzgefechten zur Schlacht am Fluss Chalchin Gol entwickelte. Die Kämpfe zwischen sowjetischen Truppen unter der Führung von General Georgi Schukow und der Mongolisch Revolutionären Volksarmee auf der einen und mandschurischen und japanischen Truppen auf der anderen Seite endeten in einer vernichtenden Niederlage der japanischen 6. Armee. Am 16. September 1939 setzte ein Waffenstillstandsabkommen mit der Sowjetunion den Grenzkonflikten ein Ende. In der Folgezeit dehnten die Japaner stattdessen ihre Einflusssphäre in Richtung Südostasien weiter aus.

### Zweiter Weltkrieg und Ende des Staates
Im Zweiten Weltkrieg gehörte Mandschukuo wie Japan zu den Achsenmächten. Bis Mitte 1945 fanden auf dem Gebiet Mandschukuos praktisch keine Kampfhandlungen statt, da das  Kaiserreich Japan und die Sowjetunion am 13. April 1941 den japanisch-sowjetischen Neutralitätspakt (japanisch 日ソ中立条約 nisso chūritsu jōyaku; russisch Пакт о нейтралитете между СССР и Японией) auf fünf Jahre geschlossen hatten.
Auf der Konferenz von Jalta im Februar 1945 verpflichtete sich Stalin auf Drängen Roosevelts dazu, 90 Tage nach dem Kriegsende in Europa unter Bruch des Neutralitätspaktes den Krieg in Fernost zu beginnen und Japan und seine Verbündeten anzugreifen. Der Termin wurde von der Roten Armee auf den Tag genau eingehalten. Am 8. August 1945 begann die Operation Auguststurm, nachdem zuvor bereits am 5. April 1945 der Neutralitätspakt mit Japan aufgekündigt wurde. Einen knappen Monat später wurde Mandschukuo aufgelöst, das Gebiet wurde 1946 gemäß den alliierten Kriegszielen aus der Kairoer Erklärung an die Republik China zurückgegeben.
Entgegen den westalliierten Erwartungen gelang es der nationalchinesischen Regierung unter Chiang Kai-shek trotz massiver finanzieller Unterstützung aber nicht, die Mandschurei unter ihre Kontrolle zu bekommen. Mit Hilfe der Sowjetunion bauten die chinesischen Kommunisten die Mandschurei zu ihrer Machtbasis aus. Die Fortsetzung des Chinesischen Bürgerkrieges und schließlich der Sieg der chinesischen Kommunisten stehen mit der zeitweiligen sowjetischen Besetzung daher in engem Zusammenhang.

## Internationale Anerkennung

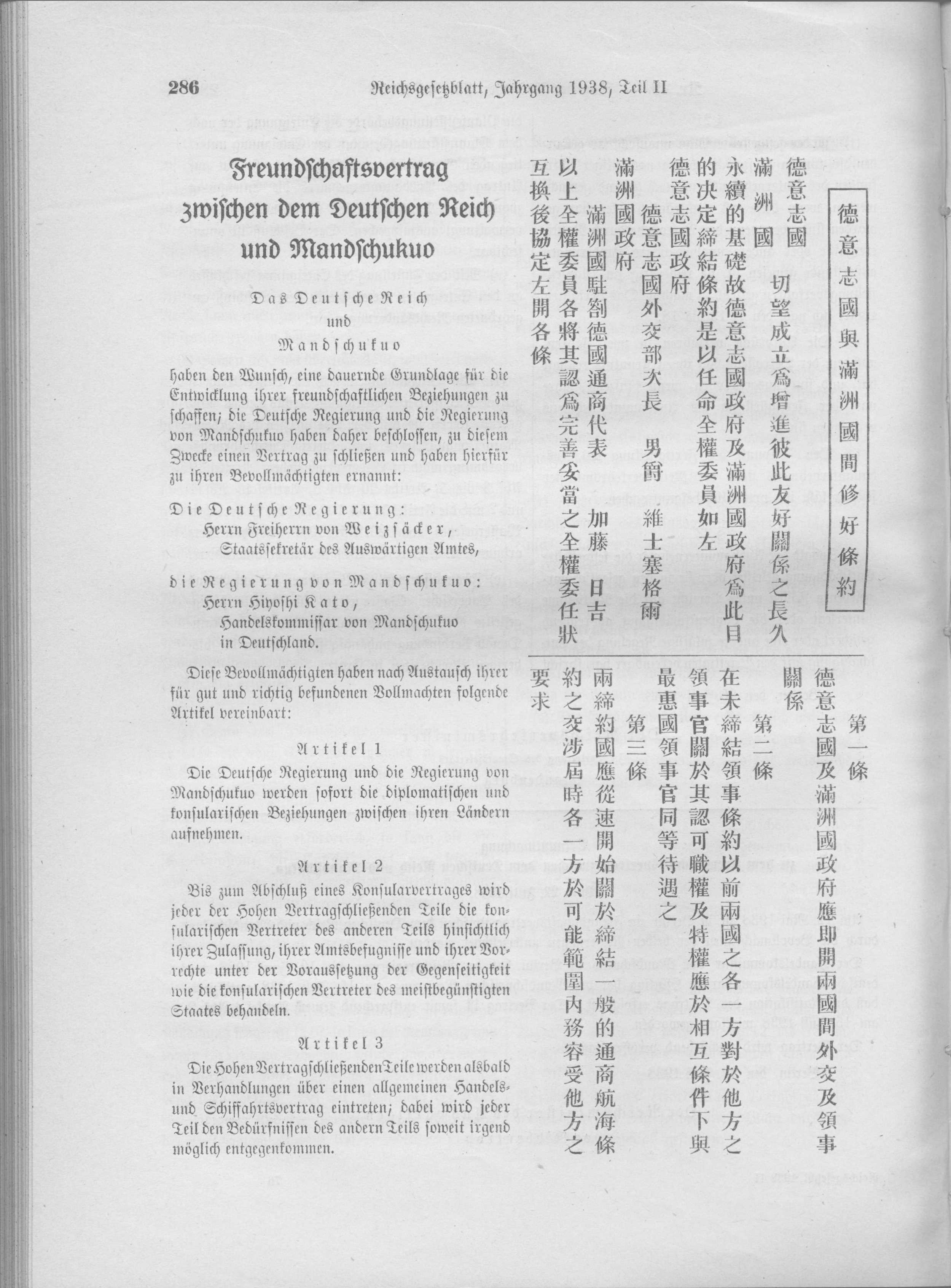
Freundschaftsvertrag zwischen dem Deutschen Reich und Mandschukuo (1938)

Nur 23 der damals rund 80 Staaten der Welt erkannten Mandschukuo völkerrechtlich oder diplomatisch an. Der Völkerbund erklärte, dass Mandschukuo völkerrechtlich ein Teil der Republik China sei und bleibe. Dies führte nach dem Bericht der Lytton-Kommission zum Austritt Japans aus dem Völkerbund am 27. März 1933. Diplomatisch anerkannt wurde Mandschukuo von folgenden Staaten und Regierungen:
1. Japan, ab dem 16. September 1932
2. El Salvador, ab dem 3. März 1934
3. Vatikanstadt, De-facto-Anerkennung ab dem 18. April 1934
4. Königreich Italien, ab dem 29. November 1937
5. Spanien, ab dem 2. Dezember 1937
6. Deutsches Reich, ab dem 12. Mai 1938
7. Ungarn, ab dem 9. Januar 1939
8. Mengjiang (Marionettenstaat Japans), ab September 1939
9. Polen, De-facto-Anerkennung ab dem 19. Oktober 1939, die 1942 zurückgezogen wurde, beides durch die Polnische Exilregierung
10. Slowakei, ab dem 1. Juni 1940
11. Vichy-Frankreich
12. Dänemark, ab August 1940
13. Nanjing-Regierung Chinas (Marionettenstaat Japans), ab dem 30. November 1940
14. Rumänien, ab dem 1. Dezember 1940
15. Dominikanische Republik
16. Sowjetunion, indirekte Anerkennung durch den Japanisch-Sowjetischen Neutralitätspakt am 13. April 1941
17. Mongolische Volksrepublik, indirekte Anerkennung am 13. April 1941
18. Bulgarien, ab dem 10. Mai 1941
19. Finnland, ab dem 18. Juli 1941
20. Kroatien, ab dem 2. August 1941
21. Thailand, ab dem 5. August 1941
22. Birma, ab August 1943
23. Philippinen, ab Oktober 1943

Als 24. diplomatische Anerkennung kam noch Ende Oktober 1943 die japanische Marionetten-Exilregierung Indiens mit Sitz in Singapur hinzu, eine „Regierung“, der zwar auf dem Papier die japanisch besetzten Andamanen und Nikobaren unterstellt wurden, die aber de facto keine Staatsgewalt ausübte.

## Bevölkerung

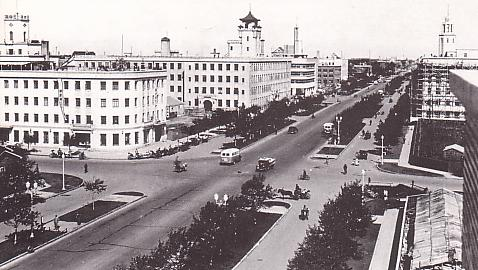
Hauptstraße in der Hauptstadt Xīnjīng

Die Bevölkerung bestand 1937 zum größten Teil aus rund 35,5 Millionen Mandschu und Chinesen. Japan versuchte, in der Region verstärkt Japaner und besonders japanische Bauern anzusiedeln, was aber nicht gelang, da der Lebensstandard in Mandschukuo geringer war und die japanischen Landwirtschaftstechniken nicht für die Bedingungen in der Mandschurei geeignet waren. Zwischen 1931 und 1937 siedelten sich nur 417.759 Japaner in Mandschukuo an. Daher wurde mit dem Immigrationsplan Eine Million Familien in 20 Jahren eine staatliche Förderung von 1060 Yen beschlossen. Die japanischen Familien sollten besonders in den schlecht entwickelten Regionen im Osten und Norden angesiedelt werden. Die 1938 gegründete Mandschurische Entwicklungsgesellschaft unternahm ein Ausbildungsprogramm für Japaner zwischen 16 und 19, um sie an das Leben in der Mandschurei anzupassen. Etwa 19.000 Japaner wurden in dem Programm ausgebildet. Daneben waren die Japaner auch bemüht, Koreaner in der Mandschurei anzusiedeln.

## Wirtschaft

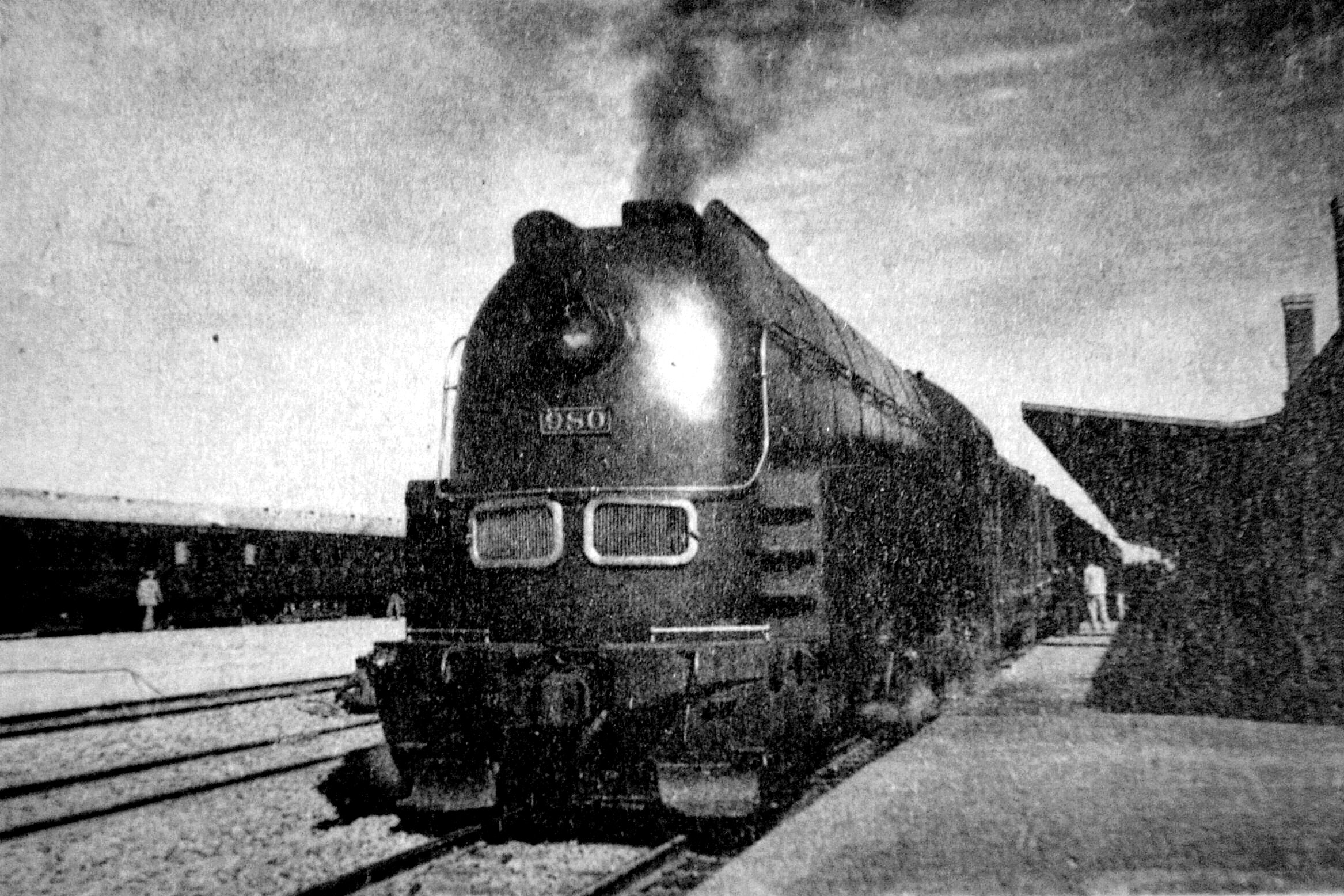
Expresszug Ajia mit stromlinienförmiger Dampflok

Banken und Wirtschaftsorgane waren unter fester Kontrolle der Japaner.
Japan investierte zwischen 1932 und 1942 rund 5,2 Milliarden Yen in Mandschukuo, eine ungewöhnlich hohe Summe für koloniale Investitionen im Vergleich mit europäischen oder amerikanischen Kolonien. Die Infrastruktur und die Städte wurden massiv ausgebaut und modernisiert. Die Industrialisierung wurde vorangetrieben. In Mandschukuo experimentierte Japan erstmals mit Hochgeschwindigkeitszügen, da das in Kapspur (Spurweite 1067 mm) ausgeführte japanische Eisenbahnnetz dafür nicht geeignet war. Der von der Südmandschurischen Eisenbahn betriebene Ajia fuhr ab 1934 eine Spitzengeschwindigkeit von 120 km/h zwischen Dairen und Xinjing/Shinkyō und war vollklimatisiert. Mandschukuo besaß auch eine nationale Fluggesellschaft, die Manchuria Aviation Company.
Der größte Teil der Wirtschaft bestand aus Landwirtschaft, die staatlich kontrolliert wurde. Mehr als die Hälfte aller Exporte – 1936 65 Prozent – machten Bohnen, vor allem Sojabohnen, und Bohnenprodukte aus. 1936 waren 85 Prozent der Exporte Landwirtschaftsprodukte.
Ein weiterer wichtiger Wirtschaftszweig war der Abbau von Rohstoffen, besonders von Erzen und Kohle, der Exportanteil lag 1936 bei 11 Prozent.
Die Schwer- und Bergbauindustrie war unter Kontrolle der Südmandschurischen Eisenbahn-Gesellschaft, kurz SME. Außerdem wurden die meisten Investitionen und Geldtransfers von der SME organisiert und verwaltet. Dies führte zu einem Machtkampf mit der Guangdong-Armee, die schließlich 1937 zusammen mit Nissan ein Monopol auf die Schwerindustrie gründete und diesen Sektor so der SME entzog. Zwischen 1932 und 1936 wurden Monopol-Firmen gegründet, die in bestimmten Sektoren ein Monopol einnahmen, darunter die Mandschurische Bank und die Manchukuo National Airways.
Japan exportierte dagegen besonders Schwerindustrieprodukte nach Mandschukuo.